# Dnevnik ego zheny
Dnevnik ego zheny é um filme de drama russo de 2000 dirigido e escrito por Alexei Uchitel. Foi selecionado como representante da Rússia à edição do Oscar 2001, organizada pela Academia de Artes e Ciências Cinematográficas.

## Elenco
- Andrei Smirnov - Ivan Bunin
- Galina Tyunina - Vera Bunina
- Olga Budina - Galina Plotnikova
- Yevgeny Mironov - Leonid Gurov
- Elena Morozova - Marga Kovtun
- Dani Kogan - Zhanna
- Yuri Stepanov